# Хилков, Пётр Андреевич
Князь Пётр Андреевич Хилков — стольник, московский дворянин и воевода во времена правления Михаила Фёдоровича и Алексея Михайловича.
Из княжеского рода Хилковы. Третий сын князя Андрея Дмитриевича Хилкова. Имел братьев, князей: Бориса, Фёдора по прозванию Молодой, Ивана Большого и боярина Ивана Меньшого.

## Биография

### Служба Михаилу Фёдоровичу
В 1616-1619 годах воевода в Яренске. В 1622 году пожалован поместьем в Московском уезде, которое в 1642/43 годах получил в вотчину. В сентябре 1625 года на бракосочетании царя Михаила Фёдоровича с княжной Марией Владимировной Долгоруковой, был первым у царской мыльни (бани). В феврале 1626 года, на бракосочетании Государя с Евдокией Лукьяновной Стрешневой, вновь был первым у царской мыльни. В 1627-1628 годах воевода в Галиче. В 1627—1640 годах в Боярской книге записан московским дворянином. В 1630 году местничал с Семёном Васильевичем Головиным. В 1639 году при встрече крымского посла за бояриным и князем Голицыным ездил в войсках. В 1640-1641 годах воевода в Ярославле. В сентябре 1643 года на меньшей встрече в Золотой палате встречал турецкого посланника.

#### Служба Алексею Михайловичу
В августе 1647 года встречал в сенях польского посла. В январе 1648 года на бракосочетании Государя с Марией Ильиничной Милославской был первым у царской мыльни. В августе 1649 года встречал на большой встрече у дверей Грановитой палаты польского посла. В сентябре 1650 года встречал вновь польского посла у Грановитой палаты.
Перед смертью принял постриг с именем Пафнутий. По родословной росписи показан бездетным.

## Критика
Историк М. Ю. Эскин в своём научном труде: «Очерки истории местничества в России XVI—XVII веков», отмечает князя Петра Андреевича Хилкова с чином — думный дворянин.